# Pelham (equitazione)

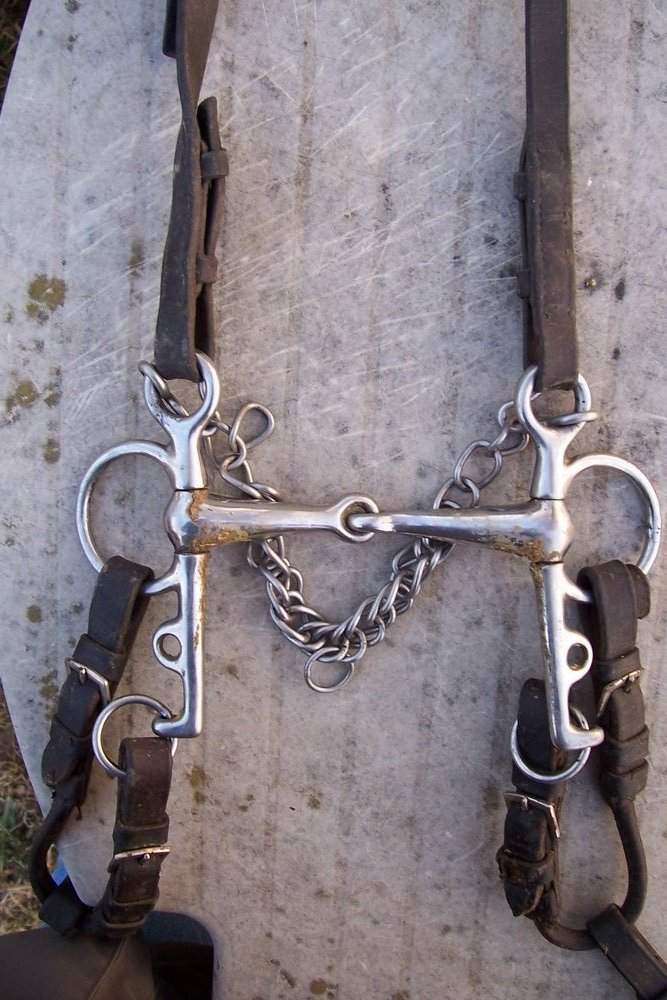
Pelham classico. L'imboccatura è collegata ad un'unica redine mediante l'uso di un convertitore (una cinghietta in cuoio che unisce a ponte i due anelli delle redini).

Il Pelham è un tipo di imboccatura che nasce a scopo militare e veniva impiegato nelle accademie con le doppie redini. Consiste in un pezzo boccale, due aste, un barbozzale, due anelli per le redini per ciascuno dei due lati e un anello per il montante sulla parte superiore dell'asta. L'anello superiore per le redini è collocato vicino al pezzo boccale, come nel filetto, e la redine che si collega viene chiamata redine del filetto. La redine più in basso, in fondo all'asta, è chiamata redine del morso a causa del suo meccanismo di azione.
Tenuto conto della maggiore severità di un morso rispetto a un filetto, il Pelham non dovrebbe essere usato da un cavaliere inesperto. Per un principiante, le doppie redini sono ancora più difficili da usare. Il Pelham dovrebbe essere azionato soprattutto con la redine del filetto, agendo sulla redine del morso solo quando necessario. Spesso, vengono usati dei lacci di cuoio (chiamati "ciappe" o "ponti") che collegano l'anello del morso a quello del filetto, permettendo al cavaliere di avere una sola redine in mano, anche se l'azione diventa molto più forte e imprecisa.

## Azione del Pelham
Il Pelham agisce su molte parti della bocca del cavallo.
- Sulle barre: la pressione sulle barre viene esercitata dal pezzo boccale, ed è direttamente proporzionale alla lunghezza dell'asta. Il barbozzale e l'eventuale presenza di un alto ponte aumentano ulteriormente la pressione sulle barre.
- Sulla lingua: la pressione sulla lingua viene esercitata dal pezzo boccale, e varia in funzione dello spessore e della forma di quest'ultimo.
- Sul palato: la pressione esiste solo quando il pezzo boccale ha un ponte alto.
- Sulla nuca: la pressione sulla nuca varia in relazione al rapporto fra la parte superiore e la parte inferiore dell'asta. Tutti i Pelham esercitano una certa pressione sulla nuca.
- Sul solco sottomentoniero: la pressione viene esercitata dal barbozzale, quando viene usata la redine del morso.
- Sui lati delle mascelle: il Pelham può esercitare una certa pressione sui lati delle mascelle, a causa della lunghezza delle aste.

## Le aste
Il Pelham è un'imboccatura a leva, il che significa che è in grado di moltiplicare la pressione esercitata dal cavaliere. In particolare, la pressione esercitata sulla redine del morso viene moltiplicata di varie volte, in funzione della lunghezza dell'asta.
Il rapporto fra la lunghezza della parte superiore dell'asta - che va dal pezzo boccale all'anello del montante - e quella della parte inferiore - che va dal pezzo boccale all'anello della redine del morso - determina la severità del Pelham. Più la parte inferiore dell'asta è lunga, in relazione a quella superiore, più aumenta l'effetto di leva, con aumento della pressione sul solco sottomentoniero e sulle barre. Al contrario, quando la parte superiore dell'asta è relativamente lunga, aumenta la pressione sulla nuca, ma non viene applicata una pressione notevole sulle barre.
La lunghezza delle aste varia in genere dai 5 ai 10 cm.

## Il pezzo boccale
Il pezzo boccale determina la pressione sulle barre, sulla lingua e sul palato. Un pezzo boccale liscio esercita una pressione uniforme sulla lingua e sulle barre. La presenza di un ponte aumenta la pressione sulle barre, ma crea un certo spazio per la lingua. Un ponte alto può agire sul palato quando lo tocca, e il palato allora agisce come un fulcro, aumentando la pressione sulle barre.
Un pezzo boccale snodato aumenta la pressione sulle barre nei punti di congiunzione.

## Il barbozzale
Il barbozzale applica una pressione sul solco sottomentoniero. Amplifica la pressione sulle barre, perché quando entra in tensione agisce come un fulcro.

## Regolare il Pelham
Il Pelham viene generalmente piazzato più in basso di un filetto, all'incirca in corrispondenza dell'angolo della bocca. Più in basso viene sistemato, più aumenta la sua severità, perché le barre diventano man mano più sottili per cui la pressione viene concentrata su un'area più ridotta.
Il barbozzale dev'essere ben regolato in lunghezza, deve appoggiarsi sul solco sottomentoniero stando ben piatto e deve entrare in azione soltanto quando l'asta del Pelham viene ruotata di circa 45 gradi rispetto alla verticale, in seguito all'azione della redine del morso.